# HORIZON (レミオロメンのアルバム)
『HORIZON』（ホライズン）は、日本のロックバンド・レミオロメンが2006年5月17日にSPEEDSTAR RECORDS/浮雲レーベルから発売した3枚目のオリジナルアルバムである。

## 内容
前作『ether [エーテル]』から約1年2ヶ月ぶりのオリジナルアルバム。
タイトルは地平線と水平線の意味のほか、「自らの限界を超えていく」という意思が込められており、初めて前田啓介単独で作曲を手掛けた楽曲が収録された。前作とは異なり作曲クレジットが個人名義となり、編曲クレジットも復活した。また、プロデュースクレジット表記でバンド名と小林武史の順番が逆になった。初回生産分はスリーブケースとデジパック仕様で発売された。
オリコンチャート初登場1位を獲得。シングル・アルバム通じて初の首位を獲得し、以後3週連続で首位を獲得した。さらに4ヶ月連続での月間チャート入りと年間チャート入りを記録し、日本レコード協会からゴールドディスク認定を受けている。
OORONG RECORDS移籍後の2009年7月15日に『朝顔』『ether [エーテル]』と共に再発売された。

## 収録曲
| 全作詞: 藤巻亮太、全編曲: レミオロメン、小林武史。 |                      |           |           |                      |      |
| #                                                  | タイトル             | 作詞      | 作曲      | ストリングスアレンジ | 時間 |
| 1.                                                 | 「スタンドバイミー」 | 藤巻亮太  | 藤巻亮太  | 小林武史、四家卯大   | 5:05 |
| 2.                                                 | 「1-2 Love Forever」 | 藤巻亮太  | 藤巻亮太  |                      | 3:56 |
| 3.                                                 | 「プログラム」       | 藤巻亮太  | 藤巻亮太  |                      | 5:59 |
| 4.                                                 | 「蒼の世界」         | 藤巻亮太  | 藤巻亮太  |                      | 4:55 |
| 5.                                                 | 「シフト」           | 藤巻亮太  | 藤巻亮太  |                      | 3:28 |
| 6.                                                 | 「傘クラゲ」         | 藤巻亮太  | 前田啓介  |                      | 3:52 |
| 7.                                                 | 「太陽の下」         | 藤巻亮太  | 藤巻亮太  | 小林武史、四家卯大   | 5:09 |
| 8.                                                 | 「MONSTER」          | 藤巻亮太  | 前田啓介  |                      | 4:57 |
| 9.                                                 | 「明日に架かる橋」   | 藤巻亮太  | 藤巻亮太  |                      | 4:20 |
| 10.                                                | 「紙ふぶき」         | 藤巻亮太  | 前田啓介  | 小林武史             | 4:49 |
| 11.                                                | 「粉雪」             | 藤巻亮太  | 藤巻亮太  | 小林武史、四家卯大   | 5:25 |
| 12.                                                | 「流星」             | 藤巻亮太  | 藤巻亮太  |                      | 4:10 |
| 合計時間:                                          | 合計時間:            | 合計時間: | 合計時間: | 56:05                |      |

### 解説
1. スタンドバイミー
今作のリード曲。ミュージック・ビデオは日本航空高等学校の滑走路で撮影された[6]。この楽曲で『ミュージックステーション』に6度目の出演と[注 2][7]、『ミュージックステーションスーパーライブ』に2度目の出演を果たした[8]。後に1stベストアルバム『レミオベスト』にも収録された。
2. 1-2 Love Forever
3. プログラム
4. 蒼の世界
メジャー6thシングルの表題曲。
5. シフト
6. 傘クラゲ
7. 太陽の下
メジャー8thシングルの表題曲。
8. MONSTER
9. 明日に架かる橋
初めて打ち込みを取り入れて制作された楽曲[9]。この楽曲で『ミュージックステーション』に7度目の出演を果たした[10]。後に1stベストアルバム『レミオベスト』にも収録された。『アクエリアス フリースタイル』CMソング。
10. 紙ふぶき
後に1stベストアルバム『レミオベスト』にも収録された。
11. 粉雪
メジャー7thシングルの表題曲。
12. 流星

## 参加ミュージシャン
レミオロメン
- 藤巻亮太：Vocal & Guitar
- 神宮司治：Drums
- 前田啓介：Bass

サポートミュージシャン
- 小林武史：Keyboards (全曲)
- 沖祥子：Violin (#1,7,10,11)
- 田島朗子：Violin (#1,7,10)
- 南條由起：Violin (#1,10,11)
- 大野由起子：Violin (#1,10)
- 中澤圭子：Violin (#1,10)
- 西森記子：Violin (#1,10)
- 下川美帆：Violin (#7,11)
- 守田マヤ：Violin (#7,11)
- 渡辺一雄：Violin (#7,11)
- 鈴木順子：Violin (#7)
- 長尾珠代：Violin (#11)
- 萩原薫：Viola (#1,7)
- 菊地幹代：Viola (#7,11)
- 関明子：Viola (#1)
- 成瀬かおり：Viola (#11)
- 四家卯大：Cello (#1,7,11)
- 安達練：Computer Programmed

## タイアップ
- ハドソン『着信★うた♪』CMソング (#1)
- 松竹配給映画『子ぎつねヘレン』主題歌 (#7)
- 日本コカ・コーラ『アクエリアス フリースタイル』CMソング (#9)
- フジテレビ系列火曜9時枠連続ドラマ『1リットルの涙』挿入歌 (#11)